# Гагфорс (комуна)
Комуна Гагфорс (швед. Hagfors kommun) — адміністративно-територіальна одиниця місцевого самоврядування, що розташована в лені Вермланд у центральній Швеції.
Гагфорс 47-а за величиною території комуна Швеції. Адміністративний центр комуни — місто Гагфорс.

## Населення
Населення становить 12 241 чоловік (станом на вересень 2012 року). 
| Кількість населення комуни Гагфорс за 1810-2010 роки | Кількість населення комуни Гагфорс за 1810-2010 роки | Кількість населення комуни Гагфорс за 1810-2010 роки | Кількість населення комуни Гагфорс за 1810-2010 роки | Кількість населення комуни Гагфорс за 1810-2010 роки |
| ---------------------------------------------------- | ---------------------------------------------------- | ---------------------------------------------------- | ---------------------------------------------------- | ---------------------------------------------------- |
| Рік                                                  |                                                      |                                                      | Населення                                            |                                                      |
| 1810                                                 | 1810                                                 |                                                      | 7 723                                                | 7 723                                                |
| 1850                                                 | 1850                                                 |                                                      | 13 075                                               | 13 075                                               |
| 1900                                                 | 1900                                                 |                                                      | 20 335                                               | 20 335                                               |
| 1950                                                 | 1950                                                 |                                                      | 19 936                                               | 19 936                                               |
| 1970                                                 | 1970                                                 |                                                      | 19 528                                               | 19 528                                               |
| 1980                                                 | 1980                                                 |                                                      | 17 511                                               | 17 511                                               |
| 1990                                                 | 1990                                                 |                                                      | 16 121                                               | 16 121                                               |
| 2000                                                 | 2000                                                 |                                                      | 14 059                                               | 14 059                                               |
| 2010                                                 | 2010                                                 |                                                      | 12 480                                               | 12 480                                               |
| Джерело: SCB                                         |                                                      |                                                      |                                                      |                                                      |

## Населені пункти
Комуні підпорядковано 9 міських поселень (tätort) та низка сільських, більші з яких:
- Гагфорс (Hagfors)
- Ексгерад (Ekshärad)
- Уддегольм (Uddeholm)
- Рода (Råda)
- Геєрсгольм (Geijersholm)
- Суннему (Sunnemo)
- М'єнес (Mjönäs)

## Міста побратими
Комуна підтримує побратимські контакти з такими муніципалітетами:
- Комуна Сорум, Норвегія
- Лаппо, Фінляндія
- Келлеруп, Данія

## Галерея

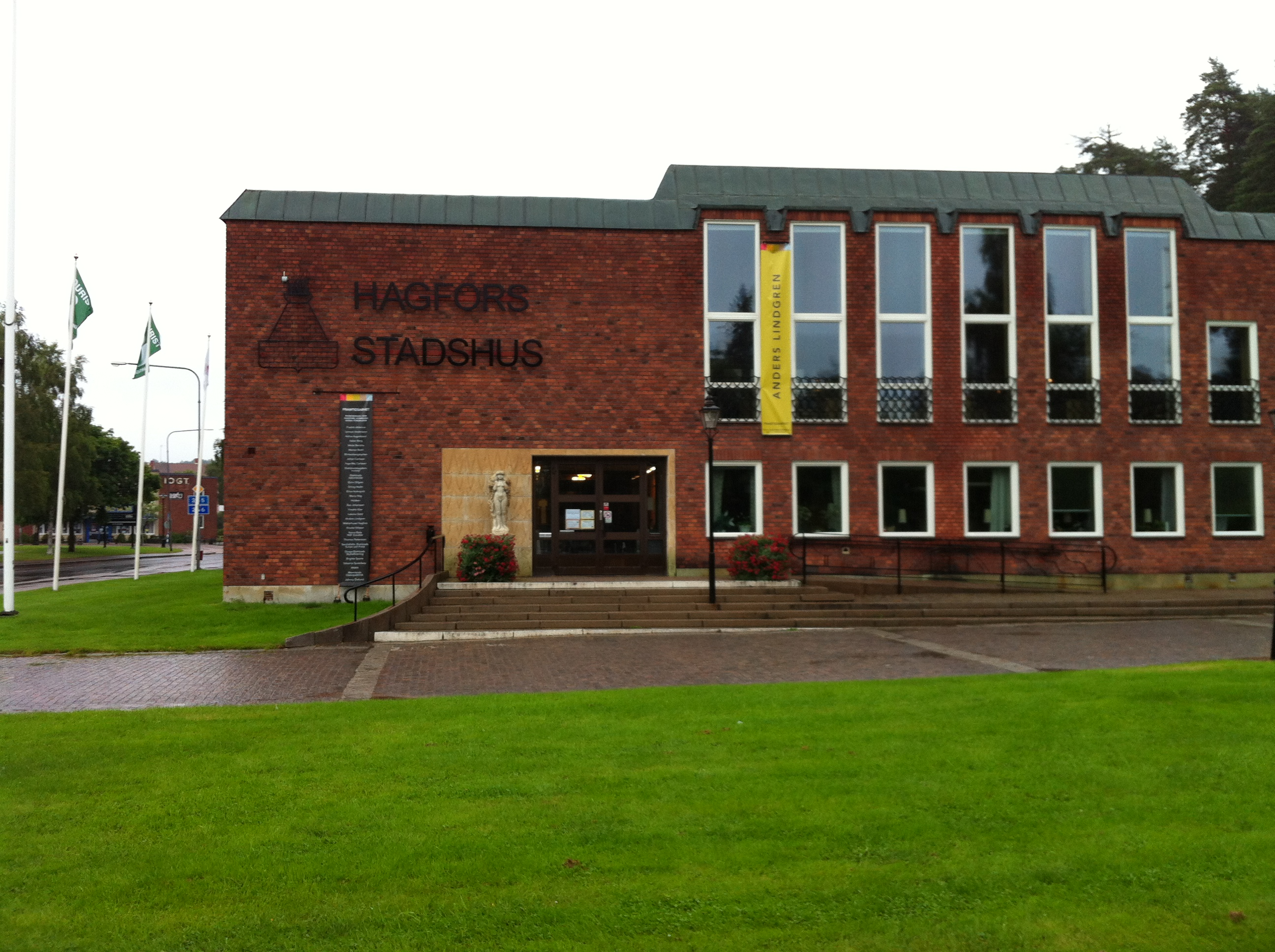
Управа комуни (Гагфорс)
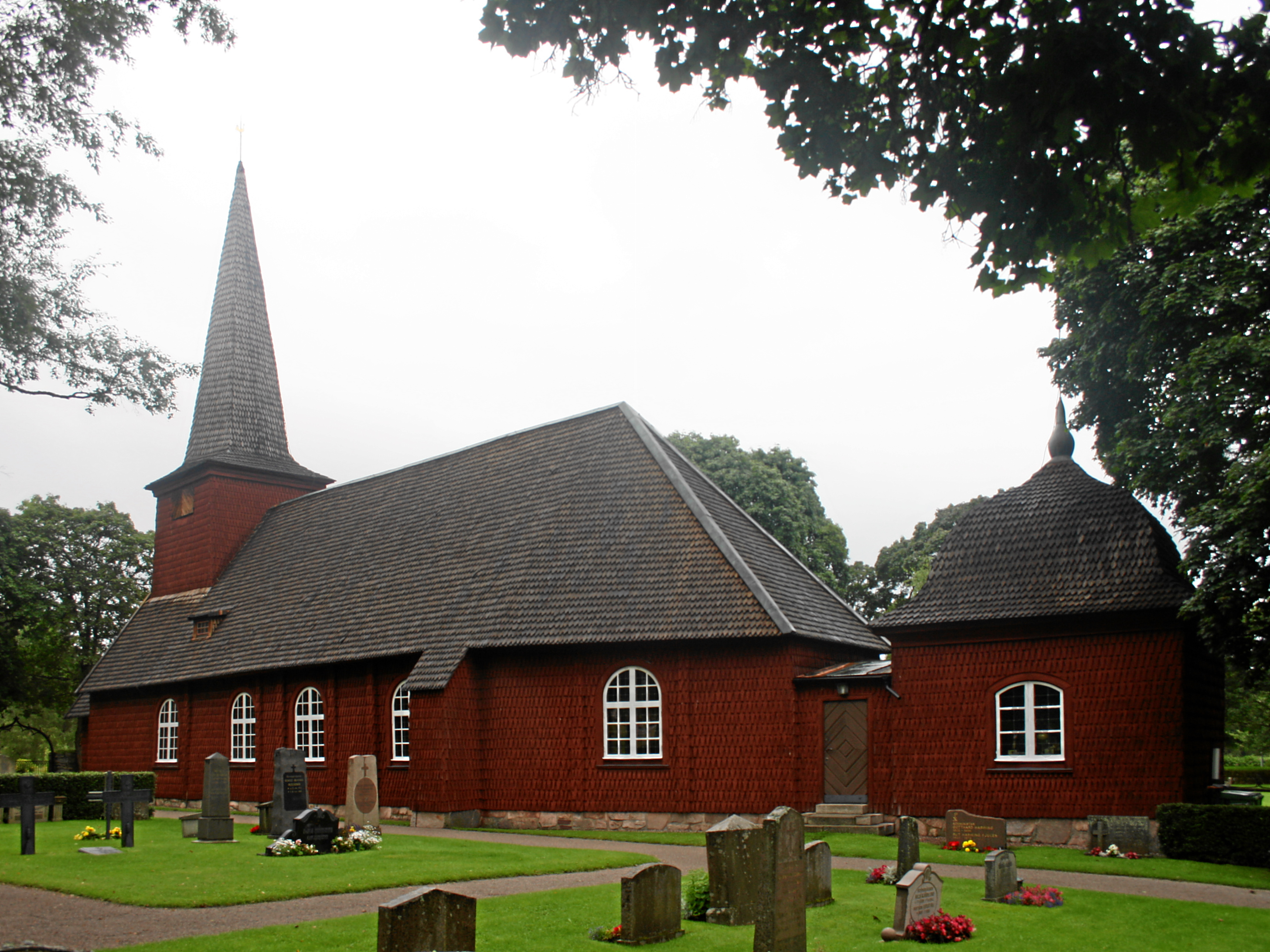
Церква (Суннему)
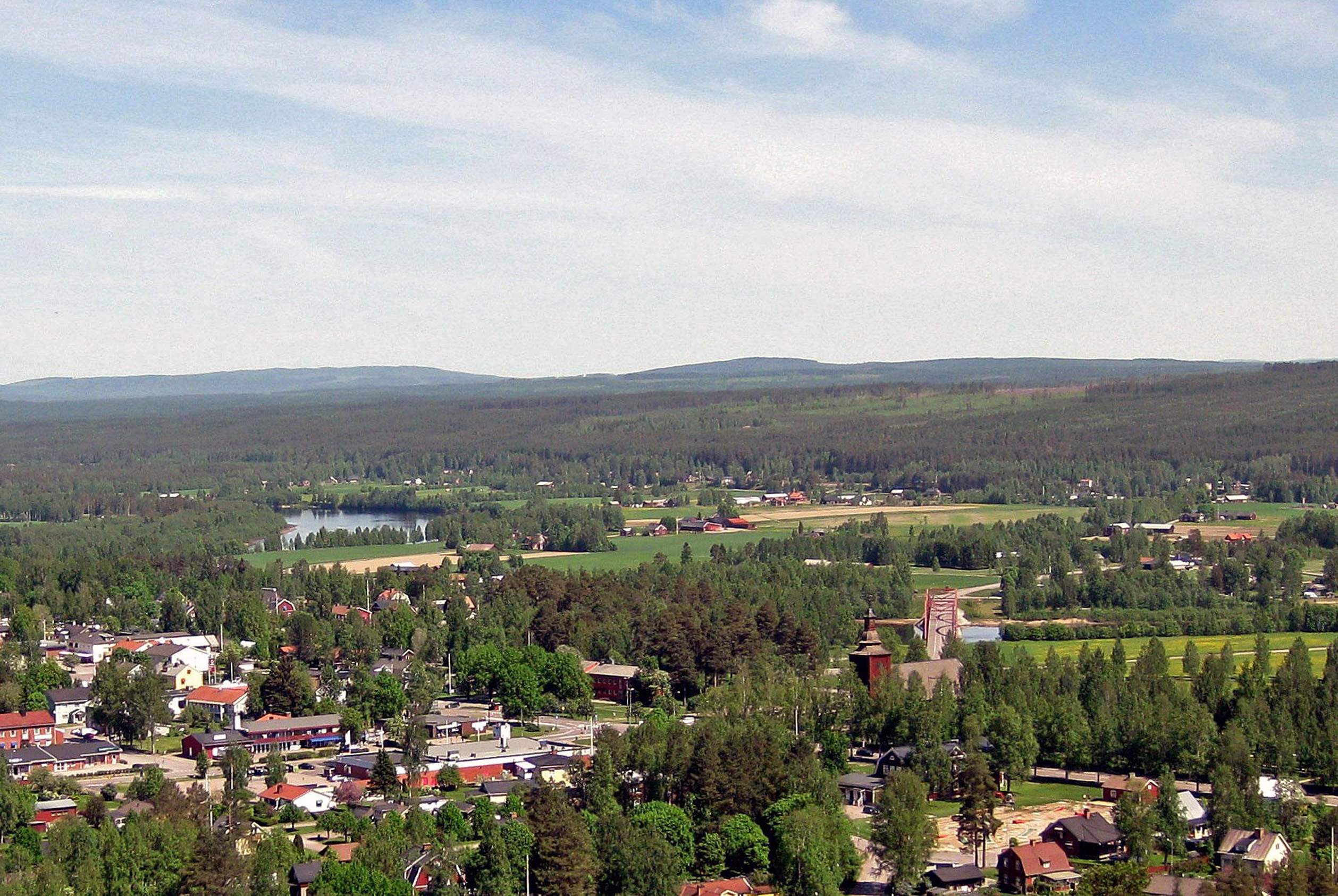
Містечко Ексгеред
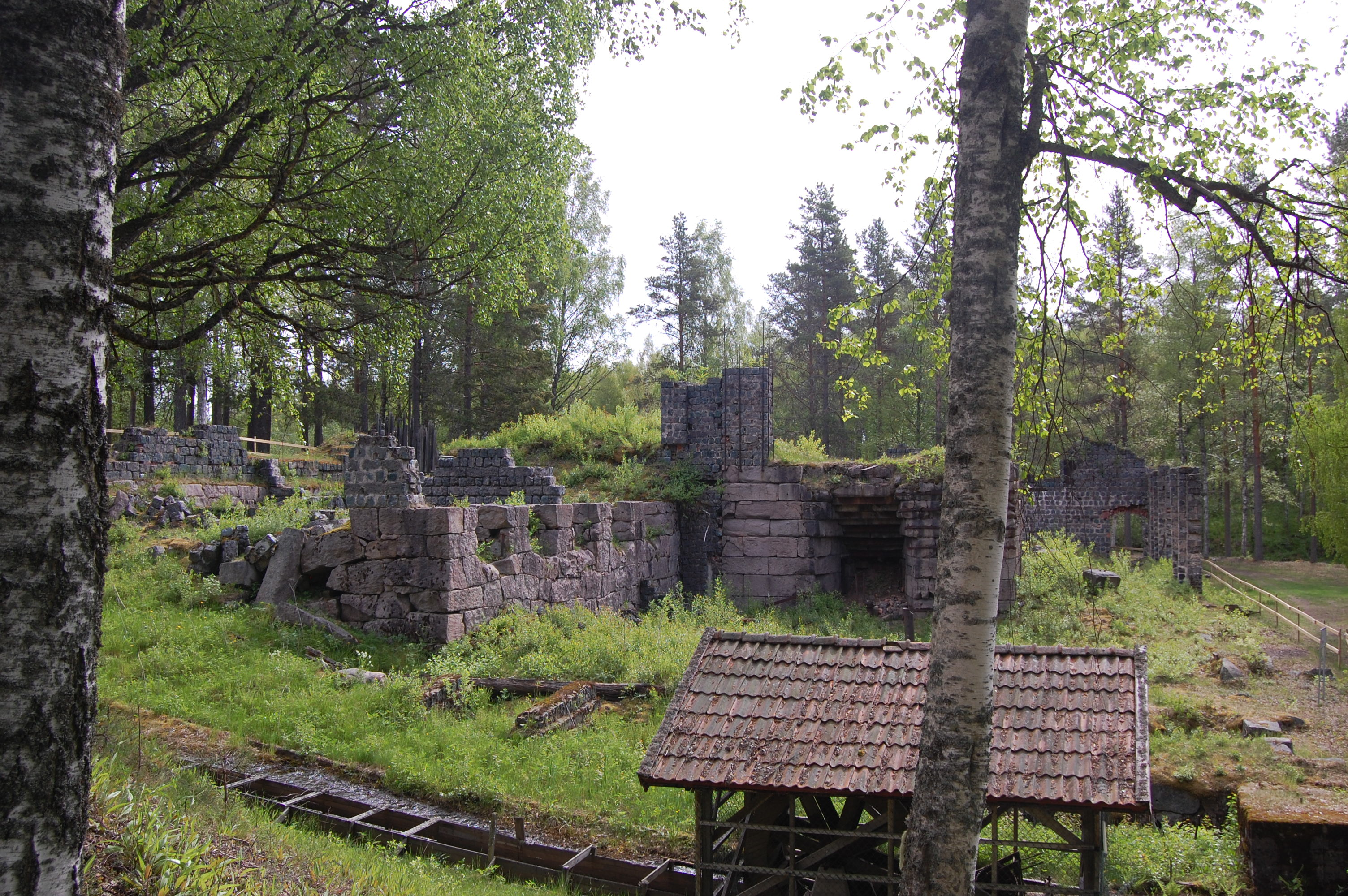
Руїни доменної печі в Густавсфорсі

## Виноски
1. 1 2 3 4 5 6  https://sverigesradio.se/artikel/5788940
2. ↑  https://gupea.ub.gu.se/bitstream/handle/2077/59414/gupea_2077_59414_1.pdf?sequence=1&isAllowed=y
3. 1 2  https://www.expressen.se/gt/polischefen-gar-mot-makten-i-kommunen/
4. ↑  Folkmangd i riket, lan och kommuner (шв.) . Центральне бюро статистики Швеції. Архів оригіналу за 20 серпня 2013. Процитовано 8 лютого 2013.